# مکس بارسکیه
مکس بارسکیه (اوکراینی: Микола Миколайович Бортник؛ زادهٔ ۸ مارس ۱۹۹۰) خواننده اهل اوکراین است.
وی کنسرت آتی خویش در باکو پایتخت جمهوری آذربایجان را ارتباط با درگیری ارمنستان و جمهوری آذربایجان لغو کرد و گفت: «هر کشوری که به کشور دیگری تجاوز کند جایی برای کنسرت‌های من نیست.